# 斯湯頓 (印地安納州)
斯湯頓（英語：Staunton）是一個位於美國印第安納州克萊縣的城鎮。

## 地理
斯湯頓的座標為39°29′14″N 87°11′18″W / 39.48722°N 87.18833°W，而該地的平均海拔高度為197米（即646英尺）。

## 人口
根據2010年美國人口普查的數據，斯湯頓的面積為0.90平方千米，當中陸地面積為0.90平方千米，而水域面積為0.00平方千米。當地共有人口534人，而人口密度為每平方千米593人。